# Fartygsporträtt

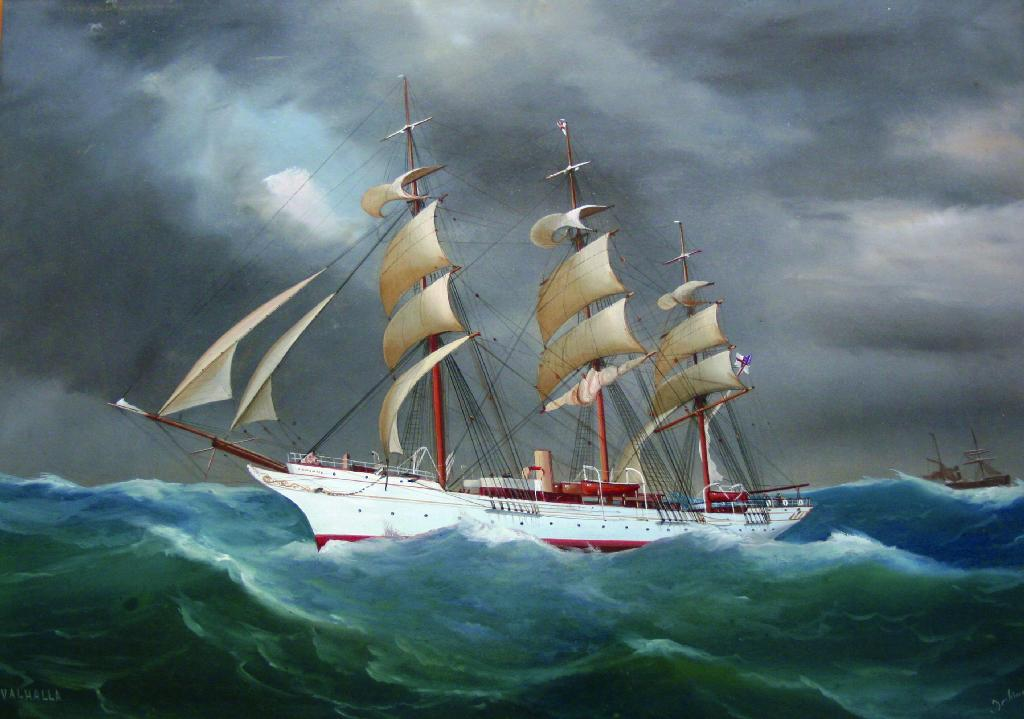
Segelfartyget Valhalla målad av Antonio de Simone 1902.

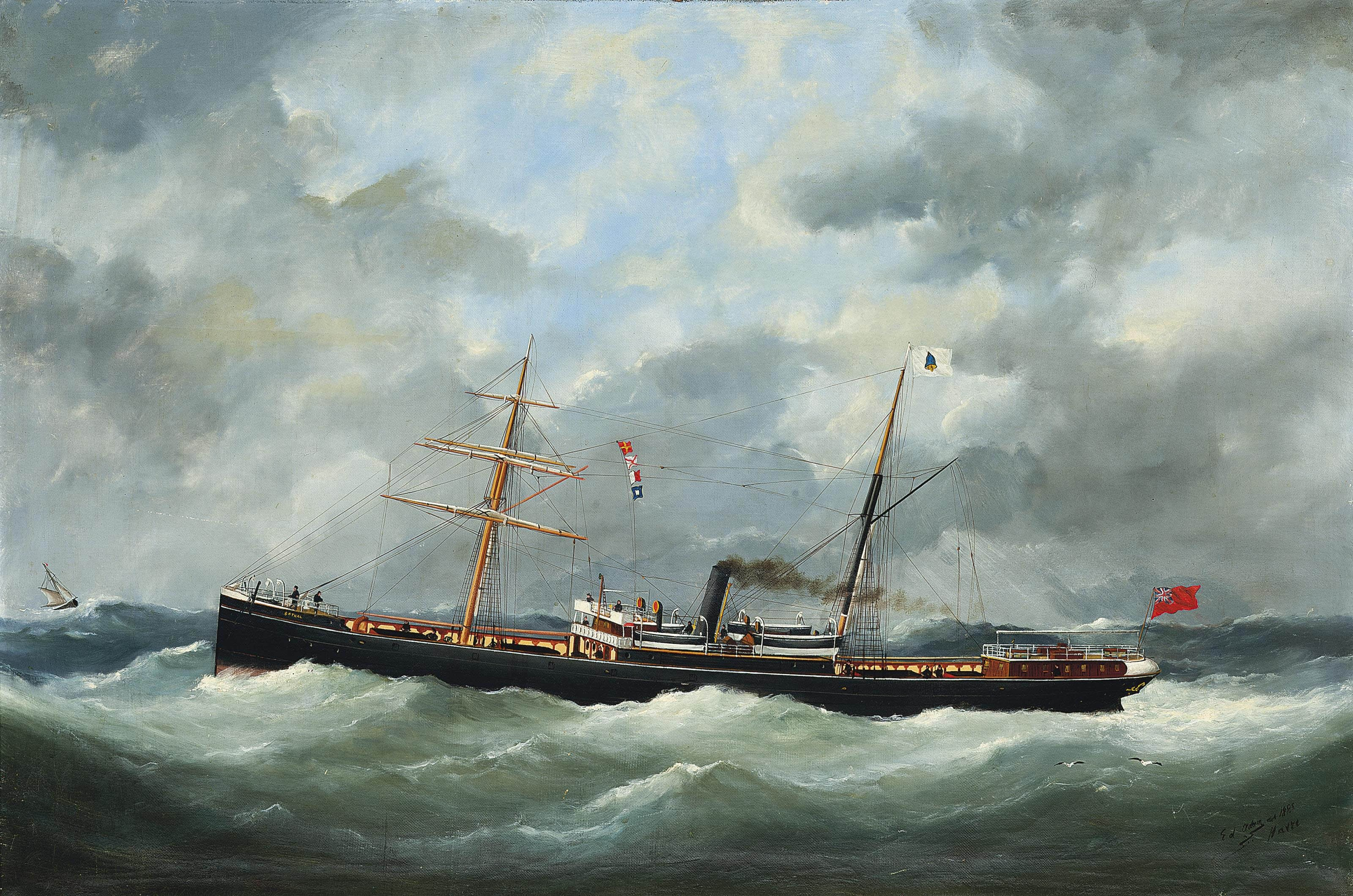
Ångbåten Bothal målad Édouard Adam 1884.

Fartygsporträtt, eller kaptenstavla är en målning av ett specifikt, ofta namnat fartyg. Fartygsporträtt, som dök upp under 1700-talet och blev populära under 1800-talet, före fotografiets genombrott, är en måleritradition som uppstod ur marinmåleriet, men där fokus var fartyget, istället för det marina landskapet.
Fartygsporträtten var ofta beställningsarbeten, exempelvis av ägaren till båten eller kaptenen och konstnärerna var ofta segelkunniga målare, ibland sjömän. Många av konstnärerna är idag okända, och målningar kan vara osignerade och istället uppge båtens kapten eller beställaren av målningen. I denna typ av måleri var fartygets detaljer av största vikt medan landskapet var mindre viktigt. Porträtten gjordes när båten låg i hamn men avbildas oftast ute till havs. Ofta gjordes målningarna fort, den konstnärliga friheten var liten och konstnärerna reproducerade många liknande verk av olika fartyg. Under vissa perioder hade nästan varje större Europeisk hamn minst en "pirmålare". Målningarna är vanligtvis gjorda på papper i gouache eller akvarell, men det förekommer även målningar gjorda på exempelvis segelduk. 